# Hexanchus
Hexanchus is een geslacht van de familie van koehaaien (Hexanchidae) en kent 3 soorten.

## Taxonomie
- Hexanchus griseus (Bonnaterre), 1788[3] – Grauwe haai
- Hexanchus nakamurai Teng, 1962[4] – Grootoogzeskieuwshaai
- Hexanchus vitulus Springer & Waller, 1969

Heptranchias · Hexanchus · Notorynchus